# Rengo (Chili)
Rengo est une ville et une commune du Chili faisant partie de la province de Cachapoal, elle-même rattachée à la Région O'Higgins. Elle est située à 28 km au sud de Rancagua et à 114 km au sud de la capitale, Santiago du Chili. Elle porte le nom d’un chef indien, le toqui Rengo, qui s’illustra par son courage à la Bataille des Lagunillas.
La ville et la région environnante sont réputées pour la production viticole. Rengo fait partie de la DO Valle Central célèbre notamment pour la production de Carmenere.

## Démographie
Selon le recensement de 2002 de l’Institut national de la statistique, Rengo s’étend sur 591,5 km2 et compte 50 830 habitants (25 311 hommes et 25 519 femmes). 37 075 habitants (72,9 % de la population) vit en agglomération et 13 755 (27,1 %) dans des zones rurales. La population a augmenté de 16,5 % (7 213 individus) entre les recensements de 1992 et 2002.

## Administration
La communauté urbaine de Rengo est une subdivision administrative de 3e niveau du Chili, administrée par un conseil municipal, dirigé par un alcalde élu tous les quatre ans au suffrage direct.
À la Chambre des députés, Rengo, rattachée à la 33e circonscription (avec Mostazal, Graneros, Codegua, Machalí, Requínoa, Olivar, Doñihue, Coinco, Coltauco, Quinta de Tilcoco et Malloa), est représentée par Eugenio Bauer (UDI) et Ricardo Rincón (Parti chrétien-démocrate). En tant que commune de la 9e circonscription sénatoriale, elle est représentée au Sénat par Andrés Chadwick Piñera (UDI) et Juan Pablo Letelier-Morel (PS) (Région d'O'Higgins).

Position de Rengo (en rouge) au sein de la Province de Cachapoal.